# Multireligiöses Gebet
Ein multireligiöses Gebet ist eine Variante des interreligiösen Gebets. An einem solchen Gebet nehmen Mitglieder verschiedener Religionsgemeinschaften teil. Aufgrund des Aufeinandertreffens unterschiedlicher Traditionen gilt das gemeinsame Sprechen von Gebeten (interreligiöses Gebet) häufig als problematisch. Daher entwickelte sich daraus das Konzept der multireligiösen Gebetstreffen, bei dem jede Religion ihre eigenen Gebete spricht, im Beisein anderer Religionen. 

## Das interreligiöse Gebet und seine Probleme
Ein interreligiöses Gebet ist ein gemeinsames religionsübergreifendes Gebet, bei dem alle Teilnehmer mit den gleichen Worten und Zeichen beten. Hierbei besteht die Schwierigkeit, dass auch bei sorgfältiger Vorbereitung kaum die Sichtweise aller beteiligten Religionen gleicherweise zum Ausdruck kommt. Eine Vermischung unterschiedlicher Gottesvorstellungen und unterschiedlicher Riten führt leicht zum Verschleiern vorhandener Gegensätze.
Die katholische Kirche stellt in ihrer „Arbeitshilfe 170“ als Schwierigkeit des Gebets bei interreligiösen Begegnungen heraus, dass Beten für Christen immer bedeute, zum dreieinen Gott zu beten, und dass Christen sich bewusst seien, dass diese trinitarische Prägung ihres Gebets den Widerspruch von Juden und Muslimen hervorrufe.
Nach Auffassung der Evangelischen Kirche Deutschland, die 2006 in der EKD-Handreichung „Klarheit und gute Nachbarschaft“ dargestellt wurde, ist ein gemeinsames Gebet in dem Sinne, dass Christen und Muslime ein Gebet gleichen Wortlautes zusammen sprechen, „nach  christlichem Verständnis nicht möglich, da sich das christliche Gebet an den Einen Gott richtet, der sich in Jesus Christus offenbart hat und durch den Heiligen Geist wirkt“.  Auch andere Unterschiede werden aufgezeigt: So werde Gott durch Christen (insbesondere im Vaterunser) als Vater angesprochen, was der Islam ablehne; im islamischen Gebet (insbesondere in der 1. Sure, der al-Fātiha des rituellen islamischen Gebets) werde ein Bekenntnis zum Islam ausgedrückt. Als Gemeinsamkeit unter Christen und Muslimen nennt die EKD, dass „das Gebet Anbetung, Lob, Dank, Klage, Freude, Betroffenheit und Fürbitten vor Gott bringt“. Daher könnten „Muslime und Christen den Inhalt eines Gebetes, beispielsweise einer Bitte oder einer Klage, innerlich bejahen und dem Anliegen aus ihrer eigenen Glaubensüberzeugung zustimmen“. Als legitim bezeichnet die EKD die „respektvolle Teilnahme am Gebet der jeweils anderen Religion und, damit verbunden, das innere Einstimmen in Aussagen, die man aus seiner eigenen Glaubensüberzeugung vollziehen kann“.

## Das Konzept des multireligiösen Gebets
Das Modell des multireligiösen Gebets und der religiösen Begegnung („Gebetstreffen der Religionen“) vermeidet diese Probleme, indem nicht gemeinsam, sondern im Beisein des jeweils Anderen, nebeneinander oder nacheinander gebetet wird. Dabei kommen Anhänger verschiedener Religionen zusammen, um zu beten. Jeder spricht sein eigenes Gebet entsprechend seiner Tradition. In der „Arbeitshilfe 170“ wird Beten im Beisein des Anderen aufgefasst als „Ausdruck der gemeinsamen Verwiesenheit auf den einen Gott und der solidarischen Sorge um das Heil der Menschen“.
Auch eine gastweise Teilnahme am Gebet einer anderen Religionsgemeinschaft kann als multireligiöses Gebet bezeichnet werden.
Der Verzicht auf ein für alle Teilnehmenden gleiches, ritualisiertes Gebet resultiert aus dem Respekt vor der Besonderheit des anderen Glaubens und traditionsbedingten Unterschieden. Bei einem Gebet dieser Form wird keiner durch andere Religionen vereinnahmt (etwa durch synkretistisches Zusammenbringen unterschiedlicher religiöser Ideen und Lehren). Eine gemeinsame ausführliche Vorbereitung und Verständigung über Gemeinsamkeiten ist in jedem Fall nötig, um Missverständnissen vorzubeugen.

## Das Friedensgebet von Assisi
Beispielhaft für ein multireligiöses Gebet ist das Weltgebetstreffen für den Frieden, das mit Vertretern zahlreicher Religionen am 27. Oktober 1986 in Assisi stattfand. Papst Johannes Paul II. nannte als Grundprinzip der religiösen Begegnung, dass man nicht zusammen beten könne, aber zugegen sein könne, wenn die anderen beten.
Durch dieses Modell des multireligiösen Gebets konnten Gläubige diverser Religionen in das Weltgebetstreffen einbezogen werden und zugleich Unterschiede der religiösen Traditionen respektiert und gewahrt werden. Im Rückgriff auf eine Aussage des Papstes in seiner Ansprache bei der Generalaudienz am 22. Oktober 1986 stellt die Arbeitshilfe 170 fest, dass diese Begegnung in der Form des Gebetstreffens in Assisi beweise, dass „religiöse Menschen, ohne ihre jeweilige Tradition  aufzugeben, sich dennoch im Gebet engagieren und gemeinsam für den Frieden und das Wohl der Menschheit arbeiten können“.
Die 1968 in Rom gegründete internationale Laiengemeinschaft Sant’Egidio übernahm die Aufgabe, regelmäßige  Folgetreffen zu veranstalten, welche die Idee und das Anliegen von Assisi fortsetzen sollten (siehe: Weltgebetstreffen). Bei Folgetreffen wurde allerdings – im Unterschied zum Gebetstreffens in Assisi – bewusst auf öffentliche Gebete der einzelnen Religionsvertreter, wie sie 1986 stattgefunden hatten, verzichtet, um „negative Emotionen durch die Konfrontation mit fremdartigen Riten und Texten“ zu vermeiden.